# Vigeois
Vigeois (okcitansko Visoas) je naselje in občina v južnem francoskem departmaju Corrèze regije Limousin. Leta 2005 je naselje imelo 1.185 prebivalcev.

## Geografija
Kraj leži v pokrajini Limousin ob reki Vézère in njenem levem pritoku Brézou, 31 km severno od Brive-la-Gaillarda.

## Uprava
Vigeois je sedež istoimenskega kantona, v katerega so poleg njegove vključene še občine Estivaux, Orgnac-sur-Vézère, Perpezac-le-Noir, Saint-Bonnet-l'Enfantier in Troche s 3.436 prebivalci.
Kanton Vigeois je sestavni del okrožja Brive-la-Gaillarde.

## Zanimivosti
- benediktinska opatija sv. Petra, ustanovljena sredi 6. stoletja pod opatom Aredijem, romanska cerkev zgrajena v 11. stoletju, francoski zgodovinski spomenik,
- srednjeveški "angleški most" (pont des anglais),
- tisa, stara od 1200 do 1500 let,
- spomenik mrtvim.